# 46ª Mostra internazionale d'arte cinematografica di Venezia
La 46ª edizione della Mostra internazionale d'arte cinematografica di Venezia si è svolta a Venezia, Italia, dal 4 settembre al 15 settembre del 1989, sotto la direzione di Guglielmo Biraghi.
Il Leone d'oro fu assegnato al film di Taiwan Città dolente (Beiqing chengshi) di Hou Hsiao-Hsien; il Leone d'argento fu invece assegnato alla produzione franco-tedesca di Otar Iosseliani Un incendio visto da lontano (Et la lumière fut).
Nelle categorie delle migliori interpretazioni vennero assegnati due ex aequo: Marcello Mastroianni e Massimo Troisi per Che ora è di Ettore Scola e Peggy Ashcroft e Geraldine James per È stata via di Peter Hall.
Tra gli "eventi speciali": il celebre Decalogo del regista polacco Krzysztof Kieślowski, dieci film " (...) proiettati uno al giorno, che polarizzano al Lido l'interesse di stampa e pubblico; Palombella rossa di Nanni Moretti e il terzo capitolo della saga di Indiana Jones, Indiana Jones e l'ultima crociata.

## Giuria e Premi
La giuria era così composta:

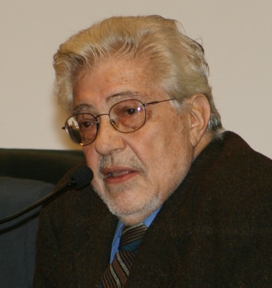
Ettore Scola, regista di Che ora è

- Andrej Smirnov (presidente, Unione Sovietica), Néstor Almendros (Spagna), Pupi Avati (Italia), Klaus Maria Brandauer (Germania), Urmila Gupta (India), Danièle Heymann (Francia), Eleni Karaindrou (Grecia), John Landis (Stati Uniti d'America), David Robinson (Regno Unito), Xie Jin (Cina).

I principali premi distribuiti furono:
- Leone d'oro: Città dolente (Beiqing chengshi) di Hou Hsiao-Hsien
- Leone d'argento: Un incendio visto da lontano (Et la lumière fut) di Otar Iosseliani
- Coppa Volpi al miglior attore: Marcello Mastroianni e Massimo Troisi per Che ora è (ex aequo)
- Coppa Volpi alla miglior attrice: Peggy Ashcroft e Geraldine James per È stata via (She's Been Away) (ex aequo)
- Leone d'oro alla carriera: Robert Bresson

## Sezioni principali

### Film in concorso
- Australia, regia di Jean-Jacques Andrien (Francia/Svizzera/Belgio)
- Berlin-Yerushalaim, regia di Amos Gitai (Israele/Paesi Bassi/Italia/Francia/Regno Unito)
- Che ora è, regia di Ettore Scola (Italia/Francia)
- Christian, regia di Gabriel Axel (Danimarca/Francia)
- Città dolente (Beiqíng chéngshì), regia di Hou Hsiao-hsien (Hong Kong/Taiwan)
- Ek Din Achanak, regia di Mrinal Sen (India)
- In una notte di chiaro di luna, regia di Lina Wertmüller (Italia/Francia)
- Island, regia di Paul Cox (Australia)
- La ragazza di Rose Hill (La femme de Rose Hill), regia di Alain Tanner (Svizzera/Francia)
- La scimmia è impazzita (El sueño del mono loco), regia di Fernando Trueba (Spagna/Francia)
- La trappola (Fallgropen), regia di Vilgot Sjöman (Svezia)
- Layla, ma raison, regia di Taieb Louhichi (Algeria/Francia/Tunisia)
- Le prime immagini dell'anno nuovo (New Year's Day), regia di Henry Jaglom (Stati Uniti d'America)
- Ma tu mi ami? (M' agapas?), regia di Giōrgos Panousopoulos (Grecia)
- Morte di un maestro del tè (Sen no Rikyu: Honkakubō ibun), regia di Kei Kumai (Giappone)
- Muž i doč' Tamary Aleksandrovny, regia di Ol'ga Naruckaja (Unione Sovietica)
- Occhi blu (Blauäugig), regia di Reinhard Hauff (Germania Ovest/Stati Uniti d'America/Argentina)
- Ricordi della casa gialla (Recordações da Casa Amarela), regia di João César Monteiro (Portogallo)
- Screen One episodio "She's Been Away, regia di Peter Hall (Regno Unito)
- Scugnizzi, regia di Nanni Loy (Italia)
- Sono seduto sul ramo e mi sento bene (Sedím na konári a je mi dobre), regia di Juraj Jakubisko (Cecoslovacchia/Germania Ovest)
- Un incendio visto da lontano (Et la lumière fut), regia di Otar Iosseliani (Francia/Germania Ovest/Italia)
- Voglio tornare a casa! (I Want to Go Home), regia di Alain Resnais (Francia)

### Sezione Venezia Orizzonti
- Gli ospiti dell'Hotel Astoria (Mehmanan-e-Hotel Astoria), regia di Reza Allamehzadeh (Paesi Bassi)
- Hanna Mostro, tesoro (Hanna Monster, Liebling), regia di Christian Berger (Austria)
- Les baisers de secours, regia di Philippe Garrel (Francia)
- O Recado das Ilhas, regia di Ruy Duarte de Carvalho (Angola/Francia/Portogallo)
- Sieben Frauen, regia di Rudolf Thome (Germania Ovest)
- Soldati e prigioniere (Guerreros y cautivas), regia di Edgardo Cozarinsky (Argentina/Francia/Svizzera)